# USS Chester (CA-27)
Pour les autres navires du même nom, voir USS Chester.
L'USS Chester (CA-27) était un croiseur lourd de l’US Navy pendant la Seconde Guerre mondiale et le 2e navire de la classe Northampton.

## Construction
L'USS Chester a été lancé le 3 juillet 1929 et entré en service le 24 juin 1930 du chantier naval New Tork Shipbuilding Company de Camden dans le New Jersey. Le capitaine Arthur Fairfield l'a commandé pour la première fois.

## Histoire
Il participe à la guerre du Pacifique lors de laquelle il est légèrement endommagé au cours du raid sur les îles Gilbert et Marshall par un avion japonais le 1er février 1942. En 1945, il bombarde Iwo Jima, soutenant les débarquements terrestres des forces américaines. Il reçut 11 battle stars pour son service lors du second conflit mondial. Il est retiré du service un an après la fin de la guerre, en 1946, et est vendu à la ferraille en 1959.